# Acordulecera luridistigma
Acordulecera  luridistigma – gatunek błonkówki z rodziny Pergidae.

## Taksonomia
Gatunek ten został opisany w 1919 roku przez Günthera Enderleina jako Acordulocera luridistigma. Jako miejsce typowe podano brazylijski stan Santa Catarina. Lektotyp (samiec) został wyznaczony w 1990 roku przez Davida Smitha. 

## Zasięg występowania
Ameryka Południowa,znany jedynie ze stanu Santa Catarina w płd. Brazylii.